# Juan María Mújica
Juan María Mújica Izaguirre o Juan Mari Mujika Izagirre (San Sebastián, 12 de mayo de 1963-Zumárraga, 14 de junio de 2004), fue un futbolista español de la década de los años 80 y 90. Fue conocido futbolísticamente como Mújica, Mugika o Mujika y era apodado Musti.
Jugó en el puesto de centrocampista en la Real Sociedad en la segunda mitad de la década de los 80 y en el Deportivo de La Coruña al comienzo de los 90. Con estos dos equipos disputó un total de 147 partidos y marcó 12 goles en la Primera división española a lo largo de 7 temporadas.

## Biografía
Nació en la ciudad de San Sebastián en la provincia vasca de Guipúzcoa en España; aunque residió la mayor parte de su vida en la vecina localidad de Zumárraga, que consideraba su localidad natal. Se formó como futbolista en la cantera de la Real Sociedad.
Juan Mari Mujika debutó en la primera plantilla de la Real Sociedad en la temporada 1985-1986 cuando el técnico John Benjamin Toshack le subió del filial, el Sanse. El jugador de Zumárraga marcó siete goles en su primera campaña como realista. Su segunda campaña con el equipo txuri urdin fue la más brillante de todas, ya que además de ser titular del equipo en buena parte de la campaña, logró ganar con la Real Sociedad el título de Copa del Rey. Mujika tuvo una participación activa en dicho título, ya que llegó a jugar la final, donde sustituyó a Jesús Mari Zamora en el tramo final del partido y marcó uno de los penaltis decisivos que dieron el título a la Real en la tanda final.
Al año siguiente (1987-88), su equipo quedó subcampeón de Liga y Copa, pero la aportación de Mujika al equipo fue algo menor que en la campaña anterior y así, por ejemplo, no disputó la final de Copa del Rey. En sus últimas campañas como realista, Mujika pasó a ser un claro jugador de recambio.
Jugó en la Real Sociedad de Fútbol un total de 171 partidos oficiales (129 de ellos en Liga) anotando 16 goles (11 en Liga) durante las cinco temporadas -desde la 85/86 hasta la 89/90- que perteneció a la primera plantilla de la Real
En 1990 ficha por el Deportivo de la Coruña, situado en aquel entonces en la Segunda división española. Con el equipo gallego logró en su primera temporada el ascenso a Primera división. Estuvo en la plantilla del Depor otras dos temporadas más en Primera división hasta 1993, siendo parte de la plantilla del primer Superdepor de Arsenio Iglesias, el equipo que sorprendió a todo el mundo con la excelente campaña de 1992-1993. La aportación que tuvo Mujika al Deportivo en su retorno a Primera división fue de 18 partidos y 1 gol en dos temporadas.
Posteriormente Mújica jugaría dos campañas en el Deportivo Alavés en Segunda división B, por el que fichó en la temporada 93/94. En su primera campaña en el conjunto vitoriano el veterano jugador guipuzcoano luchó por devolver al Deportivo Alavés a la Segunda División. Sin embargo, el Alavés perdió en los play-offs de ascenso. En su segunda temporada, de la mano del entrenador Txutxi Aranguren el Alavés logró el ansiado ascenso.
"Musti"  Mujica colgó las botas en 1996 en el club malagueño Unión Deportiva San Pedro, militando en 2.ªB. En dicho club disputaría 33 partidos de liga, anotando un gol.
En junio de 2001 Mújica sufrió un gravísimo accidente de tráfico que le dejó en estado de coma vegetativo. El 23 de noviembre de 2003 los equipos de veteranos de Real Sociedad y Real Madrid disputaron un partido amistoso para recaudar fondos para la familia de Mújica. Finalmente tras estar cerca de tres años prostrado en este estado, Mújica falleció un 14 de junio de 2004 en el hospital de Zumárraga a los 41 años de edad.
Al contrario de lo que mucha gente cree, el nombre del principal grupo de hinchas ultras de la Real Sociedad, la Peña Mujika, no tiene ninguna relación con el jugador. El grupo fue creado unos pocos años antes a la llegada del jugador a la Real Sociedad y su nombre se debe a que estaban ubicados originalmente en el fondo del Estadio de Atocha que daba antiguamente a una fábrica llamada Mujika y que por lo tanto era conocido como Fondo Mujika.

## Clubes
| Club                      | País   | Año       |
| ------------------------- | ------ | --------- |
| San Sebastián CF          | España | 1984-1985 |
| Real Sociedad de Fútbol   | España | 1985-1990 |
| Deportivo de La Coruña    | España | 1990-1993 |
| Deportivo Alavés          | España | 1993-1995 |
| Unión Deportiva San Pedro | España | 1995-1996 |

## Títulos

### Campeonatos nacionales
| Título       | Club          | País   | Año  |
| ------------ | ------------- | ------ | ---- |
| Copa del Rey | Real Sociedad | España | 1987 |